# Пекара
Пекара је продавница у којој се производе и продају хлеб, пецива и остали производи од теста. Постоје и пекаре које услужују муштерије пићем тако да су оне делимично и ресторани у којима је могуће сести и конзумирати оно што се у њој купи.